# 언어 손실
언어 손실(language attrition)은 개인의 제1언어 또는 제2언어의 능력을 전부 또는 일부 상실하는 것을 말한다.
여러 언어를 번갈아가며 쓰는 사람은 어느 쪽의 언어도 그 언어 하나만을 구사하는 사람처럼 쓰고 있지 않을 수 있다. 그리고 그러한 경우, 화자의 제1언어와 제2언어가 서로 영향을 받고 있음을 입증하는 증거도 있다.
비슷한 현상으로, 두 언어권이 접촉했을 때 지배적인 언어에 의해 한쪽 언어가 사멸하는 경우도 있다.

## 제1언어의 소멸
이민자들이 제2언어 문화권에서 생활하면서 제1언어를 잊어버리는 경우를 말한다.
제1언어 소멸의 양상에는 크게 다음 두 가지가 있다.
어휘 소멸
화자가 제1언어에서 쓰는 어휘가 제2언어로부터 영향을 받았거나 치환되는 현상을 말한다.
문법 소멸

음운체계 소멸

## 같이 보기
- 다중언어